# International Journal of Environmental Analytical Chemistry
Das International Journal of Environmental Analytical Chemistry, abgekürzt Int. J. Environ. Anal. Chem., ist eine wissenschaftliche Fachzeitschrift, die vom Taylor & Francis-Verlag veröffentlicht wird. Die Zeitschrift wurde 1971 gegründet und erscheint derzeit mit 15 Ausgaben im Jahr. Es werden Arbeiten veröffentlicht, die sich mit der Anwendung analytischer Methoden in den Umweltwissenschaften beschäftigen.
Der Impact Factor lag im Jahr 2014 bei 1,295. Nach der Statistik des ISI Web of Knowledge wird das Journal mit diesem Impact Factor in der Kategorie analytische Chemie an 53. Stelle von 74 Zeitschriften und in der Kategorie Umweltwissenschaften an 142. Stelle von 223 Zeitschriften geführt.